# Korea Południowa na Letnich Igrzyskach Olimpijskich 2000
Koreę Południową na Letnich Igrzyskach Olimpijskich 2000 reprezentowało 281 zawodników, 175 mężczyzn i 106 kobiet.

W ramach tzw. słonecznej polityki mającej na celu pojednanie obu państw koreańskich, reprezentacja tego kraju wystąpiła w ceremonii otwarcia wspólnie z reprezentacją Korei Północnej pod tzw. Flagą Zjednoczenia.

## Zdobyte medale
| Medal  | Zawodnik | Dyscyplina      | Konkurencja                        |
| ------ | --- | --------------- | ---------------------------------- |
| Złoto  | Yun Mi-jin | Łucznictwo      | Kobiety indywidualnie              |
| Złoto  | Kim Chung-tae Oh Kyo-moon Jang Yong-ho | Łucznictwo      | Mężczyźni drużynowo                |
| Złoto  | Yun Mi-jin Kim Nam-soon Kim Soo-nyung | Łucznictwo      | Kobiety drużynowo                  |
| Złoto  | Jung Jae-eun | Taekwondo       | Waga lekka (57 kg) kobiet          |
| Złoto  | Lee Sun-hee | Taekwondo       | Waga średnia (67 kg) kobiet        |
| Złoto  | Kim Kyong-hun | Taekwondo       | Waga ciężka (+80 kg) mężczyzn      |
| Złoto  | Kim Young-ho | Szermierka      | Floret indywidualnie mężczyzn      |
| Złoto  | Sim Gwon-ho | Zapasy          | Styl klasyczny, kategoria do 54 kg |
| Srebro | Kim Nam-soon | Łucznictwo      | Kobiety indywidualnie              |
| Srebro | Yoo Yong-sung Lee Dong-soo | Badminton       | Gra podwójna mężczyzn              |
| Srebro | Lee Joo-hyung | Gimnastyka      | Ćwiczenia na poręczach mężczyzn    |
| Srebro | Kim Yoon Ji Seong-hwan Seo Jong-ho Kim Chel-hwan Kim Yong-bae Han Hyung-bae Kim Kyung-seok Kim Jung-chul Song Seung-tae Kang Keon-wook Kong Keon-wook Hwang Jong-hyun Lim Jung-woo Jeon Jong-ha Jeon Hong-kwon Yeo Woon-kon Lim Jong-chun                                                                                           | Hokej na trawie | Drużynowo mężczyźni                |
| Srebro | Jung Bu-kyung | Judo            | Waga ekstralekka (60 kg) mężczyzn  |
| Srebro | Cho In-chul | Judo            | Waga półśrednia (81 kg) mężczyzn   |
| Srebro | Kang Cho-hyun | Strzelectwo     | Karabin pneumatyczny 10 m kobiet   |
| Srebro | Sin Joon-sik | Taekwondo       | Waga lekka (68 kg) mężczyzn        |
| Srebro | Mun Ui-je | Zapasy          | Styl wolny, kategoria do 76 kg     |
| Srebro | Kim In-seop | Zapasy          | Styl klasyczny, kategoria do 58 kg |
| Brąz   | Kim Soo-nyung | Łucznictwo      | Kobiety indywidualnie              |
| Brąz   | Lee Joo-hyung | Gimnastyka      | Ćwiczenia na drążku mężczyźni      |
| Brąz   | Kim Dong-moon Ha Tae-kwon | Badminton       | Gra podwójna mężczyzn              |
| Brąz   | Park Seok-jin Song Jin-woo Son Min-han Park Jin-man Park Jong-ho Park Kyung-oan Lim Chang-yong Lim Sun-dong Park Jae-hong Lee Byung-kyu Lee Seung-ho Lee Seung-yeop Kim Soo-kyung Kim Tae-gyun Koo Dae-sung Kim Dong-joo Kim Han-soo Kim Ki-tae Jang Sung-ho Jin Pil-jung Jung Soo-keun Chong Tae-hyon Chung Min-tae Hong Sung-heon | Baseball        | Drużynowo                          |
| Brąz   | Lee Sang-ki | Szermierka      | Szpada indywidualnie mężczyzn      |
| Brąz   | Jung Sung-sook | Judo            | Waga półśrednia (63 kg) kobiet     |
| Brąz   | Cho Min-sun | Judo            | Waga średnia (70 kg) kobiet        |
| Brąz   | Kim Seon-young | Judo            | Waga ciężka (+78 kg) kobiet        |
| Brąz   | Kim Moo-kyo Ryu Ji-hae | Tenis stołowy   | Gra podwójna kobiet                |
| Brąz   | Jang Jae-seong | Zapasy          | Styl wolny, kategoria do 63 kg     |